# Новоникольский (Таловский район)
Новоникольский — поселок в Таловском районе Воронежской области.
Входит в состав Новочигольского сельского поселения. Ранее входил в состав упразднённого Вознесеновского сельского поселения.

## География
В посёлке имеются три улицы — Дорожная, Пролетарская и Юбилейная.

## Население
| 2010 |
| ---- |
| 109  |